# Leoš Škoda
Leoš Škoda (ur. 1 maja 1953 w Libercu) – czechosłowacki skoczek narciarski. Najlepsze wyniki w Pucharze Świata osiągnął w sezonie 1980/1981, kiedy zajął 33. miejsce w klasyfikacji generalnej.
Brał udział w igrzyskach olimpijskich w 1972 w Sapporo i w 1980 w Lake Placid, ale bez sukcesów.

## Igrzyska olimpijskie
- Indywidualnie
  - 1972 Sapporo (Japonia) – 26. miejsce (duża skocznia)
  - 1980 Lake Placid (USA) – 21. miejsce (duża skocznia), 22. miejsce (normalna skocznia)

## Puchar Świata w skokach narciarskich

### Miejsca w klasyfikacji generalnej
- sezon 1979/1980: 49.
- sezon 1980/1981: 33.
- sezon 1981/1982: 66.